# Акопян, Арутюн Бениаминович
Арутюн Бениаминович Акопян — советский игрок в настольный теннис, тренер. Мастер спорта СССР. Заслуженный тренер Армянской ССР.
Первый чемпион СССР в мужском одиночном разряде (1951).
Также побеждал на чемпионатах Советского Союза в 1952, 1953, 1961 — парный разряд; 1953, 1954, 1956 — в миксте, 2-й призёр чемпионата СССР (1957) в парном разряде. Скончался в апреле 1968 года.
Арутюн Акопян стоял у истоков создания Ереванской спортивной школы настольного тенниса в 1954 году.
В Ереване проводится ежегодный международный турнир его имени.